# Григорян, Вардеван Фабрицускович
Вардева́н Фабрицу́скович Григоря́н (арм. Վարդեվան Գրիգորյան; род. 12 июля 1953, Ленинакан, Армянская ССР) — армянский педагог, общественный и государственный деятель, депутат парламента Армении (1990—1995, 1999—2002). Доктор педагогических наук (2004).

## Биография
- 1970—1975 — Ленинаканский государственный педагогический институт им. М. Налбандяна. Мастер спорта СССР (1976), заслуженный тренер Армении (1993).
- 1976—1977 — служил в советской армии.
- 1977—1990 — педагог, а позже старший педагог в Ленинаканском педагогическом институте.
- 1990—1992 — декан факультета физической культуры того же института.
- 1990—1995 — был депутатом Верховного совета Армянской ССР.
- 1992—1996 — председатель комитета по физкультуре и спорту в Гюмри.
- 1996—1999 — заместитель начальника образовательного управления Ширакской области, а затем начальник отдела по спорту.
- 1999—2002 — был депутатом парламента Армении. Член постоянной комиссии по науке, образованию, культуре и вопросам молодёжи. Член депутатской группы «Агропромышленное народное объединение».
- С 2002 — ректор Гюмрийского педагогического института.

В 2018 году избран депутатом парламента Армении от партии Просвещённая Армения.